# Mark Williams (Zuid-Afrikaans voetballer)
Mark Frank Williams (Johannesburg, 11 augustus 1966) is een voormalig Zuid-Afrikaans voetballer die speelde als aanvaller.

## Clubcarrière
Williams kwam onder meer uit voor Corinthians (Brazilië), Wolverhampton Wanderers (Engeland) en verschillende clubs in China. Hij beëindigde zijn loopbaan in 2003 bij Brunei DPMM.

## Interlandcarrière
Williams speelde drieëntwintig interlands voor Zuid-Afrika en trof achtmaal doel voor zijn vaderland. Hij maakte zijn debuut op 9 juli 1992 in de vriendschappelijke interland tegen Kameroen (1–2) in Kaapstad. Williams nam met Bafana Bafana deel aan de strijd om de FIFA Confederations Cup 1997 en won in 1996 in eigen land de Africa Cup of Nations. In de finale tegen Tunesië maakte hij beide doelpunten.

## Erelijst
Qiánwéi Huándǎo
- Chinese FA Cup: 2000

 Shanghai Zhongyuan
- Chinese Jia B League: 2001

 Qingdao Hademen
- Chinese FA Cup: 2002

 Zuid-Afrika
- Africa Cup of Nations: 1996